# Orol (parroquia)
Orol (llamada oficialmente Santa María de Ourol) es una parroquia y una aldea española del municipio de Orol, en la provincia de Lugo, Galicia.

## Otra denominación
La parroquia también se denomina Santa María de Orol.

## Etimología
Desde un punto de vista etimológico, Orol (Ourol) se refiere a una (villa) Aurioli, de un poseedor medieval llamado Auriolus, nombre documentado en Galicia en los siglos X y XI.

## Organización territorial
La parroquia está formada por treinta y nueve entidades de población:

### Entidades de población
Entidades de población que forman parte de la parroquia:
- A Casa do Camiño (Casa do Camiño)
- A Casa Nova
- A Casavella (A Casa Vella)
- A Igrexa
- Ameá (A Meá)
- A Rega
- Barces
- Camba
- Casaldares
- Cernado
- Chao de Ourol
- Escourido
- Fraga (A Fraga)
- Lobamorta
- Macedo
- Mosende
- O Bidueiro
- Ourol
- Os Colviños
- O Viso
- Penabade
- Sabucedo
- Viladorniga (Viladóniga)
- Xanceda

### Despoblados
Despoblados que forman parte de la parroquia:
- Abeledo
- As Ucheiras
- Cabalar
- Canto de Arriba
- Couce
- O Campo do Seixo
- O Candedo
- O Chao das Medas
- O Cochón
- O Río de Ourol
- Os Carballás
- Requeixo
- Sobrado (O Sobrado)
- Sucamiño
- Tralasbouzas

## Demografía

### Parroquia
| Gráfica de evolución demográfica de Orol (parroquia) entre 2000 y 2020 |
|                                                                        |
| Datos según el nomenclátor publicado por el INE.                       |

### Aldea
| Gráfica de evolución demográfica de Ourol (aldea) entre 2000 y 2020 |
|                                                                     |
| Datos según el nomenclátor publicado por el INE.                    |

## Lugares de interés
- Iglesia de Santa María de Ourol:

La iglesia parroquial de Santa María data del siglo XVIII, de planta de cruz latina. La torre campanario data del año 1790. 
En su interior sobresalen el retablo mayor, de estilo neoclásico que data de mitad del siglo XIX y las pinturas murales de la cúpula que representan el Juicio Final y los cuatro evangelistas, las cuales se conservan en muy mal estado de conservación. 
- Arquitectura indiana:

En la parroquia de Orol y en general en todo el municipio existen numerosas edificaciones de estilo indiano, las cuales datan de los años 1920.